# Absherón-Jizi
Absherón-Jizi es una de las 14 regiones económicas de Azerbaiyán. Comparte fronteras con las regiones de Shirvan-Salyan, Mountainous Shirvan, Guba-Khachmaz y Bakú. La región consta de los distritos de Absherón, Jizi y la ciudad de Sumgait. Sus dimensiones son de 3730 kilómetros cuadrados (1440,2 mi²). Su población se estima en 578.000, siendo el ultiimo censo realizado en enero del 2021.

## Historia
Absherón-Jizi se estableció el 7 de junio del 2021 como parte de la reforma del sistema económico de regiones que había empleado Azerbaiyán. Su territorio fue parte de la región de Absherón hasta antes del 2021.